# Americká okupace Dominikánské republiky
Americká okupace Dominikánské republiky probíhala od 15. května 1916 do 18. září 1924 a byla součástí tzv. banánových válek Spojených států amerických, ve kterých americká armáda provedla sérii invazí do několika zemí Latinské Ameriky. Dominikánská republika byla na začátku 20. století politicky nestabilní zemí s rozsáhlým státním dluhem. Americké banky a korporace postupně tlačily vládu USA do intervence na ochranu svých finančních zájmů. První dekáda 20. století byla v Dominikánské republice spojena s neustálými převraty, přičemž v roce 1914 americký prezident Woodrow Wilson vydal ultimátum k zajištění stability v zemi, nebo pohrozil vojenskou intervencí. Pro tu se stalo záminkou povstání Desideria Ariase z jara 1916. Následná vojenská okupace země trvala až do roku 1924.

## Pozadí
Koncem 19. století vládl v Dominikánské republice prezident Ulises Heureaux, který svým autokratickým přístupem dokázal zajistit v zemi politickou stabilitu. Svou diktaturu financoval z půjček od evropských a amerických bank. Půjčky kryl rozvojem pěstování a zpracování cukru, čímž se ovšem dostal do finančních potíží, jelikož tržní cena cukru koncem devatenáctého století výrazně klesala. Heureaux tak musel investorům předávat koncese (například na stavbu železnice). Přesto jeho vláda v roce 1897 de facto zbankrotovala. Následně nechal vytisknout pět milionů nekrytých pesos (tzv. papeletas de Lilís), čímž způsobil inflaci a poškodil obchodníky v zemi. V roce 1899 na něj byl spáchán úspěšný atentát. V té době dluh státu činil 35 milionů dolarů (tj. patnáct státních rozpočtů). Po jeho zabití se země propadla do politické krize a chaosu.
Novým prezidentem se stal bohatý majitel plantáží tabáku, a konspirátor proti Heureauxovi, Juan Isidro Jimenes. Viceprezidentem se stal další konspirátor, generál Horacio Vásquez. Ti spolu ovšem okamžitě začali soupeřit a jejich příznivci se rozdělili na Jimenistas a Horacistas. Vásquez v roce 1903 svrhl Jimenese, ovšem sám byl krátce poté svržen generálem Alejandrem Wossem y Gilem. I ten byl však ještě téhož roku svržen Carlosem Moralesem Languascem. Americké námořnictvo v té době krátce ostřelovalo pozice Moralesových povstalců. Objevily se také zprávy, že evropské země chystají vyslat námořnictvo na zabezpečení svých majetků v nestabilní zemi. 
Aby se zabránilo vojenské intervenci, prezident Spojených států Theodore Roosevelt představil tzv. Rooseveltův dodatek k Monroeově doktríně a prohlásil, že Spojené státy převezmou odpovědnost za zajištění toho, aby národy Latinské Ameriky splnily své finanční závazky. V lednu 1905 na základě tohoto dodatku Spojené státy převzaly správu cel Dominikánské republiky. Podle podmínek si generální správce, jmenovaný prezidentem USA, ponechal 55 % celkových příjmů na úhradu zahraničních pohledávek a 45 % poukázal dominikánské vládě. Po dvou letech se zahraniční dluh země snížil ze 40 milionů dolarů na 17 milionů dolarů. V roce 1907 bylo toto jednání ukotveno ve smlouvě, která převedla kontrolu nad celní správou na americký Úřad pro ostrovní záležitosti a poskytla půjčku ve výši 20 milionů dolarů od newyorské banky jako úhradu nesplacených pohledávek, čímž se Spojené státy staly jediným zahraničním věřitelem Dominikánské republiky. V roce 1905 bylo dominikánské peso nahrazeno americkým dolarem.
V roce 1906 Morales rezignoval a prezidentem se stal viceprezident Ramón Cáceres, který patřil k Horacistům. Poté, co generál Desiderio Arias potlačil povstání na severozápadě země, Cáceresova vláda přinesla politickou stabilitu a obnovený hospodářský růst, čemuž napomohly i nové americké investice do cukrovarnického průmyslu. Avšak jeho smrt po atentátu v roce 1911, za který byli Morales a Arias alespoň nepřímo zodpovědní, však republiku opět uvrhl do chaosu. V roce 1913 se navíc Vásquez vrátil z exilu a vedl další povstání. V červnu 1914 zaslal prezident Woodrow Wilson ultimátum, aby se strany konfliktu dohodly na smíru a zajistili stabilitu země, jinak Spojené státy provedou invazi. Prezidentem byl prozatímně jmenován Ramón Báez a po něm opět Jimenes. Američané ovšem žádali větší kontrolu nad zemí. To parlament odmítl a chystal impeachment proti Jimenesovi, který spolupracoval s USA. Američané poté tajně podpořili revoltu Ariase, aby podnítili příčinu k vojenské intervenci.
Dalším faktorem byly obavy USA z možného využití Dominikánské republiky Německem jako základny pro útoky na Spojené státy během první světové války.

## Průběh okupace

### Americká invaze

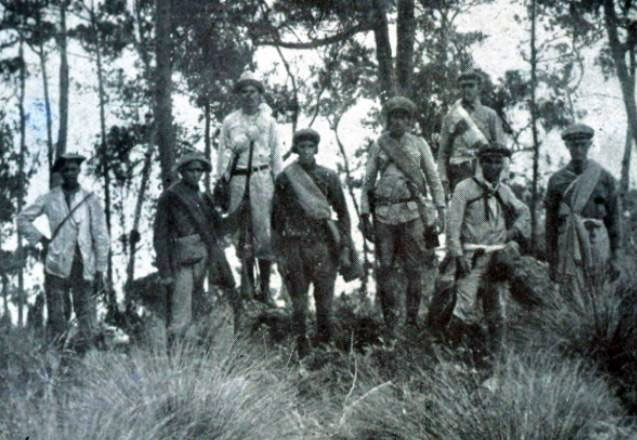
Skupina dominikánských povstalců tzv. gavilleros (1916)

V květnu 1916 vypukly ozbrojené střety mezi příznivci prezidenta Juana Isidra Jimenese a ministra války a caudilla Desideria Ariase. V reakci na nepokoje se v Dominikánské republice 5. května vylodili američtí mariňáci, jejichž formálním úkolem bylo chránit americké občany a majetky. Američané nabídli Jimenesovi vojenskou pomoc výměnou za větší politický a ekonomický vliv USA v zemi. Ten ovšem nabídku odmítl a raději rezignoval. Stejně tak Desiderio Arias odmítl podřídit se americké vůli a uchýlil se na venkov, odkud následně vedl krátkou partyzánskou válku proti přítomnosti americké armády v zemi.
Do poloviny května američtí mariňáci obsadili klíčové přístavy Puerto Plata a Monte Cristi a zavedli námořní blokádu. Zatímco Monte Cristi dobyli bez odporu, v Puerto Plata se střetli s jednotkami Ariase a zaznamenali jisté ztráty. Dominikánci před postupujícími Američany ničili mosty a sabotovali železnici, aby zpomalili jejich postup k hlavnímu městu Santo Domingu. Koncem června se odehrála bitva u Las Trencheras, pevnosti z dob války se španělskými kolonizátory. Nicméně Dominikánci nemohli čelit modernímu dělostřelectvu a kulometům Američanů a po necelé hodině se z pevnosti stáhli. Na obou stranách byly jednotky mrtvých. Obdobně vypadala většina střetů, jelikož Dominikánci měli k dispozici pouze zastaralé pušky na střelný prach. Na začátku července se udála v odobném ražení bitva u Guayacanas. V ní se postavilo 800 mariňáků 80 povstalcům. V téže době mariňáci obklíčili město Santiago de los Caballeros, hlavní baštu Ariase. Před útokem Arias souhlasil s kapitulací, kterou předal místnímu guvernérovi. Tři dny poté opustil zemi. Do září 1916 dostali mariňáci pod kontrolu celou zemi. 
V listopadu 1916 Američané zavedli v Dominikánské republice stanné právo a ustanovili vojenskou správu země. Velení dostal kapitán Harry Shepard Knapp. V téže době byl potlačen i poslední odpor, kdy v bitvě u San Francisco de Macoris byl poražen Juan Perez, lokální guvernér, který odmítl předat správu Američanům.

### Americká okupace

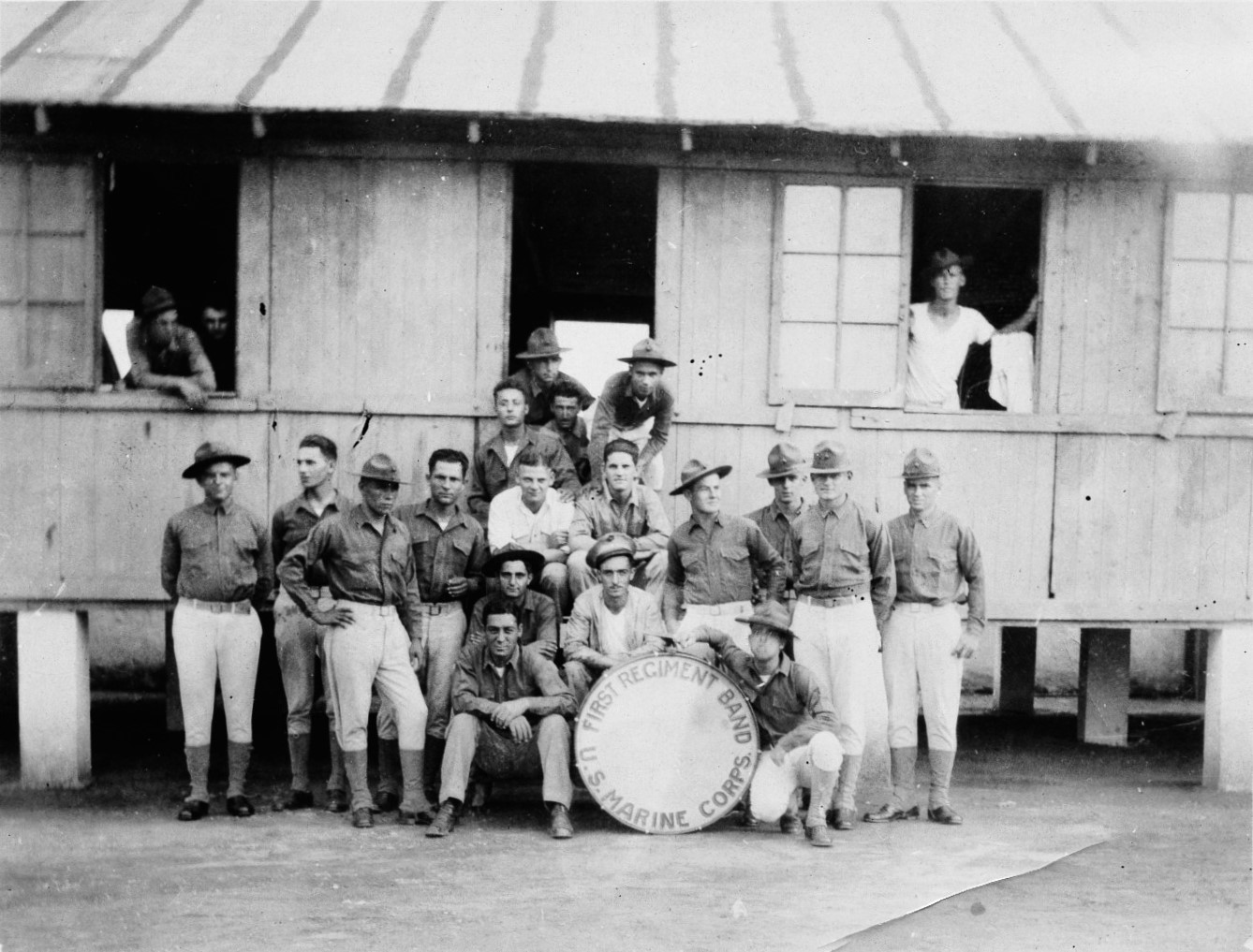
Američtí mariňáci v Dominikánské republice (1922)

Mariňáci tvrdili, že „obnovili pořádek“ ve většině republiky, s výjimkou východního regionu, ale odpor vůči okupaci byl i nadále rozšířený, a to jak v přímé, tak nepřímé formě. Americká okupační administrativa však měřila svůj úspěch pomocí těchto standardů: rozpočet země byl vyrovnaný, dluh se snížil, hospodářský růst se propojil s ekonomikou USA; infrastrukturní projekty vytvořily nové silnice, které poprvé v historii umožnily pohyb vojáků napříč všemi regiony země. Byla zavedena profesionální vojenská organizace, která odebrala moc místním elitám a učinila vojáky loajálnějšími k národní vládě. Vznikla Dominikánská policejní garda, podřízená Američanům, která nahradila bývalé místní milice a domobrany. Policejní garda, později známá jako Národní garda, pronásledovala a mučila ty, kdo se postavili proti okupaci.
V téže době Američané okupovali také sousední Haiti, čímž ovládali celý ostrov Hispaniola. Stejně jako na Haiti byly finance Dominikánské republiky kontrolovány National City Bank of New York, což následně umožnilo americkým podnikům získat dominikánské majetky k pěstování cukru. Americké korporace pak donutily Haiťany migrovat do Dominikánské republiky a pracovat na cukrových plantážích ve špatných podmínkách. Docházelo také k šíření americké kultury. Ta ovlivnila dominikánské obyvatele například tím, že oblíbené kohoutí zápasy byly nahrazeny baseballem jako „národní zábavou“. Navíc zákaz některých afro-náboženských skupin okupačními silami vedl k vytvoření stigmatu vůči praktikujícím komunitám, které přetrvává až do 21. století. Mariňáci také šířili ideologii nadřazenosti bílé rasy na základě zákonů Jima Crowa existujících ve Spojených státech.
Většina obyvatel nesla velmi nelibě ztrátu své suverenity ve prospěch cizinců, z nichž jen málokdo mluvil španělsky nebo projevoval skutečný zájem o blaho republiky. Proto se guerillové hnutí, známé jako gavilleros, s vůdci, jako byl generál Ramón Natera, těšilo značné podpoře obyvatelstva ve východních provinciích El Seibo a San Pedro de Macorís. Boje na venkově skončily patovou situací a partyzáni souhlasili s podmíněnou kapitulací. Počet amerických mariňáků umístěných v Dominikánské republice nikdy nepřekročil tři tisíce. Mohli však rychle získat posily z Port-au-Prince na Haiti nebo Guantánama na Kubě.
Mezi protestujícími proti okupaci byla Junta Patriótica de Damas (Vlastenecká liga žen), skupina feministických spisovatelek, kterou vedly Floripez Mieses, Abigail Mejía, Luisa Ozema Pellerano a Ercilia Pepín, a která byla založena 15. března 1920.

### Konec okupace

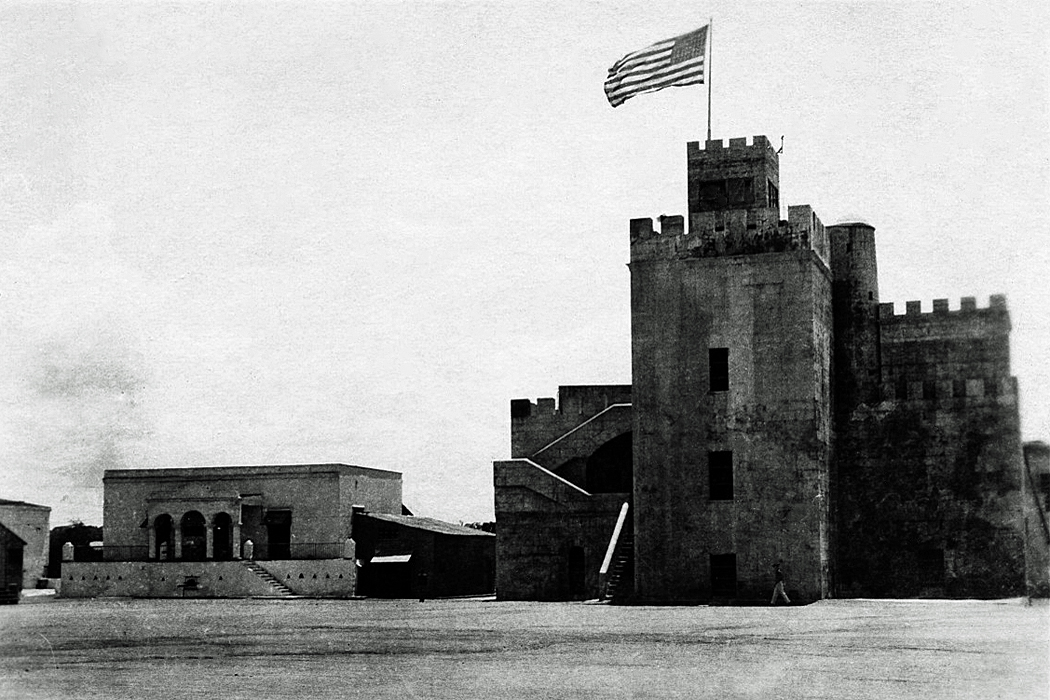
Americká vlajka na pevnosti Ozama (1922)

Dominikánští migranti na Kubě zahájili úspěšnou kampaň za odsouzení americké okupace, a k tomu protestovaly také latinskoamerické vlády. Podle amerického ministerstva zahraničí probíhající senátní vyšetřování „prokázalo pokrytectví“ Wilsonovy administrativy poté, co dominikánští svědci tvrdili, že jednání americké vlády porušuje mezinárodní právo, je v rozporu s Wilsonovými čtrnácti body a že okupační síly zneužívají zajatce.
Po první světové válce se veřejné mínění ve Spojených státech začalo stavět proti okupaci. Prezident Warren G. Harding, který v březnu 1921 nastoupil po Wilsonovi, vedl kampaň proti okupaci Haiti i Dominikánské republiky. V červnu 1921 představili zástupci Spojených států návrh na stažení vojsk, známý jako Hardingův plán, který požadoval ratifikaci všech aktů vojenské vlády Dominikánskou republikou, schválení půjčky ve výši 2,5 milionu dolarů na veřejné služby a další výdaje, přijetí důstojníků Spojených států do dominikánské policie neboli Národní gardy a konání voleb pod dohledem Spojených států. Reakce veřejnosti na plán byla drtivě negativní. Umírnění dominikánští politici však tento plán využili jako základ pro další jednání, která vyústila v dohodu mezi americkým ministrem zahraničí Charlesem Evansem Hughesem a dominikánským velvyslancem ve Spojených státech Franciscem J. Peynadem dne 30. června 1922, která umožnila výběr prozatímního prezidenta, který by vládl do doby, než by mohly být uspořádány volby.
Pod dohledem vysokého komisaře Sumnera Wellese se 21. října 1922 ujal prozatímního prezidentského úřadu Juan Bautista Vicini Burgos. V prezidentských volbách 15. března 1924 Horacio Vásquez Lajara, americký spojenec, který spolupracoval s vládou Spojených států, snadno porazil Peynada. Vásquezova politická strana Partido Alianza také získala pohodlnou většinu v obou komorách Kongresu. S jeho inaugurací 12. července se kontrola nad republikou vrátila do rukou Dominikánské republiky. Americké síly se 18. září 1924 stáhly a předaly policejní pravomoc Dominikánské národní gardě.
Navzdory stažení vojsk přetrvávaly obavy ohledně výběru a použití celních příjmů země. Aby se tento problém vyřešil, se zástupci vlád Spojených států a Dominikánské republiky zahájili jednání a 27. prosince 1924 podepsali smlouvu, která Spojeným státům dala kontrolu nad celními příjmy země. V roce 1941 byla smlouva oficiálně zrušena a kontrola nad celními příjmy země byla opět vrácena vládě Dominikánské republiky. Tato smlouva však vyvolala trvalou nevoli vůči Spojeným státům mezi obyvateli Dominikánské republiky.
Americká okupace měla ještě jednu dohru. Americká podpora Národní gardy a tamního důstojníka Rafaela Trujilla, vedla k jeho kariérnímu a mocenskému růstu a později k zavedení jeho diktatury, kterou Američané podporovali.